# 哈弗爾 (密蘇里州)
哈弗爾（英語：Harviell）是位於美國密蘇里州巴特勒縣的普查規定居民點。

## 歷史
哈弗爾的郵局自1874年營運至今。

## 人口
根據2020年美國人口普查的數據，哈弗爾的面積為4.60平方千米，當中陸地面積為4.57平方千米，而水域面積為0.03平方千米。當地共有人口98人，而人口密度為每平方千米21.3人。